# Ulises Rosales del Toro
Ulises Rosales del Toro (8 de marzo de 1942-) es un militar cubano, quien fuera hasta el 2011 Miembro del Buró Político del Comité Central del Partido Comunista de Cuba. Ostenta la condecoración de Héroe de la República de Cuba.

## Biografía
Ulises Rosales del Toro nació el 8 de marzo de 1942, en Cuba.
Combatió en el Ejército Rebelde durante la Revolución Cubana. Fue Jefe del Ejército Occidental de Cuba y sirvió en Argelia en 1963, durante la Guerra de las Arenas (siendo ésta la primera expedición militar cubana en el exterior). 
En 1967 participó en una misión guerrillera en Venezuela, y luego en la Guerra de Angola,  fue Jefe de la Agrupación de Tropas del Sur. De 1981 a 1997 fue Jefe del Estado Mayor General de las Fuerzas Armadas Revolucionarias de Cuba. 
En 1997 fue nombrado Ministro del Azúcar y posteriormente Ministro de la Agricultura. Luego, por acuerdo del Consejo de Estado, fue liberado de este Ministerio; y como Vicepresidente del Consejo de Ministros de Cuba, fue designado para atender los Ministerios de la Industria Alimentaria, del Azúcar y de la Agricultura.